# Josep Guix
Josep Guix Torrent, (nacido 25 de octubre de 1908 en Ripoll, Gerona y fallecido el 9 de noviembre de 2003 en Barcelona, Barcelona) fue un exjugador de baloncesto español.   

## Trayectoria
Nacido en Ripoll, Gerona, toda su carrera deportiva transcurriría en el Laietà Basket Club, jugando desde el año 1926 hasta el 1942, jugando los 3 últimos años como jugador-entrenador. Gana dos campeonatos de Cataluña y otros dos de España. Presidió el Laietà, desde 1964 al 1971, y también fue nombrado como presidente de honor del club catalán.